# Stiphrosoma cingulatum
Stiphrosoma cingulatum is een vliegensoort uit de familie van de Anthomyzidae. De wetenschappelijke naam van de soort is voor het eerst geldig gepubliceerd in 1855 door Haliday.